# براد هاتفيلد
براد هاتفيلد (بالإنجليزية: Brad Hatfield)‏ هو كاتب أغاني وعازف بيانو وأستاذ جامعي وملحن أمريكي، ولد في 15 مايو 1956 في كولومبوس في الولايات المتحدة.

## وصلات خارجية
- براد هاتفيلد على موقع IMDb (الإنجليزية)
- براد هاتفيلد على موقع ميوزك برينز (الإنجليزية)
- براد هاتفيلد على موقع ديسكوغز (الإنجليزية)